# Pere Barthe Céspedes
Pere Barthe Céspedes (Barcelona, 22 d'octubre de 1954) és un periodista esportiu i comentarista de diversos esdeveniments esportius, especialment bàsquet. Fou director d'Esports de Televisió Espanyola a Madrid des de gener de 2005 fins a juny de 2006. Anteriorment, va ser director d'Esports de TVE a Sant Cugat des de juny de 1999 fins a abril de 2001 i de maig del 2003 fins a gener del 2005, quan va passar a ocupar el càrrec a Madrid, i coordinador de la Secció d'Esports de TVE en Sant Cugat de febrer de 1983 a gener de 1985. És llicenciat en Ciències de la informació, en la primera promoció de la Universitat Autònoma de Barcelona.

## Carrera
Va començar la seva carrera a TVE en 1974 al programa "Polideportivo", posteriorment ha intervingut en tots els programes d'esports de TVE, en diversos com a director i presentador, fins a la seva prejubilació en 2007. La seva primera retransmissió de bàsquet va ser la final de la Copa Korać el 19 de febrer de 1981, al costat de José Félix Pons, en la que fou la primera vegada que es van utilitzar dos comentaristes en un partit de bàsquet. Aquest dia, el Joventut de Badalona va guanyar el seu primer títol europeu al Carrera Venezia. La seva última retransmissió fou el 14 d'abril de 2007 en un Reial Madrid - Pamesa València. Durant els 33 anys que va treballar en TVE va transmetre 1200 partits de bàsquet i altres centenars d'altres esports, destacant més d'un centenar de partits de tennis dels més famosos tornejos del món, com Wimbledon o Roland Garros, entre d'altres. Entre les seves transmissions de bàsquet figuren diversos Campionats del Món i d'Europa, Jocs Olímpics, Finals Four i altres finals de competicions europees, el famós All Star de l'NBA de 1988 amb Michael Jordan com a jugador estrella, a més d'una infinitat de partits de Lliga i Copa.
Va assistir a 8 Jocs Olímpics (Sarajevo-84, Los Angeles-84, Seül-88, Barcelona-92, Atlanta-96, Sydney-2000, Atenes-2004 i Torí-2006). Va ser portador de la torxa olímpica en 1992 en el seu camí cap a Barcelona. Va dirigir i va presentar el programa Estadio 2 en dues etapes, l'última des de setembre de 1999 fins a gener de 2005. Va presentar la Gala de l'Esport de l'Associació de la Premsa Esportiva en 7 ocasions. Va dirigir el programa resum de la Lliga ACB, "Zona ACB", des de desembre de 1993 fins a maig de 1999.
Fou el director, guionista i presentador de la sèrie "Chócala!!!", 13 capítols d'una hora de durada que narraven la història del bàsquet mundial. En aquesta sèrie es van entrevistar a més de 200 jugadors i entrenadors de tot el món durant dos anys, durant els quals es va recopilar tot tipus de material per elaborar la història més completa sobre el bàsquet que cap televisió mundial havia fet. Va ser un dels impulsors i renovadors del canal temàtic "Teledeporte" i de les actuals retransmissions de MotoGP.
Se li va concedir Medalla de Plata al Mèrit Esportiu concedida en els Premis de l'Esport que concedeix la Casa Reial per la seva divulgació de l'esport. També fou guardonat amb el Premi d'Honor dels Premis Miramar concedits pel Consell Assessor de RTVE a Catalunya pel seu treball periodístic i per vetllar pel servei públic dels mitjans de comunicació, atorgat en el Parlament de Catalunya en 2011. Li fou concedit el Premi Juan Antonio Samaranch en el Festival Internacional de Cinema Esportiu pel programa "Aquell verano del 92". És posseïdor del Premi de Periodisme Esportiu de Catalunya per la seva trajectòria professional en 2007, així com del Premi Ernest Lluch a l'esportivitat per la iniciativa col·lectiva "Projecte Solidari, Periodisme Esportiu" 2007, el Premi de l'Associació de Teleespectadors per l'operatiu de la Final de la Copa Davis de Sevilla 2004, el premi de l'Acadèmia de Televisió pel programa "Estadio 2" en el 2002 i per l'operatiu dels Jocs Olímpics d'Atenes 2004, entre altres distincions. Ha estat membre de diferents jurats de premis esportius, com el Premi Príncep d'Astúries de 2005.
Ha col·laborat en alguns llibres, així com en "El País" durant 12 anys i ha escrit articles en "La Vanguardia", l'"Avui", el "20 minutos" i altres publicacions. Ha editat i sonoritzat diversos vídeos publicats relacionats amb temes esportius. Ha estat tertulià a RAC1, Catalunya Ràdio i Ona Catalana. Ha col·laborat impartint diversos cursos de portaveus, ha presentat multitud d'actes esportius i ha ofert xerrades i conferències en diferents universitats. Més enllà dels programes esportius, li han agradat sempre els concursos i ha intervingut en diverses ocasions en "Pasapalabra", "Juego de niños" o "¿Qué apostamos?".
És un gran aficionat a l'esport i n'és un assidu practicant. Ha corregut dues vegades la Marató de Barcelona, ha intervingut en partits de futbol de la campanya contra la droga, va jugar durant molt temps al bàsquet i ara segueix jugant al futbol-sala cada setmana amb el seu mateix equip des de fa més de 30 anys. És un apassionat dels viatges, ha estat en 75 països i ha visitat gairebé 300 Patrimonis de la Humanitat. El Reial Madrid-Pamesa València va ser el seu últim partit comentat.